# Kurt Weigelt
Kurt Weigelt (* 4. Juni 1884 in Berlin; † 5. August 1968 in Hamburg) war ein deutscher Manager und NS-Kriegsverbrecher. Er gehörte dem Vorstand der Deutschen Bank an und war bereits während der Weimarer Republik ein anerkannter Luftverkehrsexperte. In der Zeit des Nationalsozialismus trat er als Befürworter einer neuen deutschen Kolonialpolitik auf. Nach dem Zweiten Weltkrieg war er als Aufsichtsratschef und Präsident maßgeblich am Wiederaufbau der Lufthansa beteiligt.

## Leben
Weigelt besuchte in Berlin das Gymnasium zum Grauen Kloster. Anschließend studierte er in Berlin, Freiburg im Breisgau und Jena Rechtswissenschaften und Nationalökonomie. Im Jahr 1909 promovierte er zum Dr. jur. und trat zunächst in den preußischen Justizdienst ein. Er wandte sich bald der Privatwirtschaft zu und war vor dem Ersten Weltkrieg vorwiegend in Kleinasien und in Afrika tätig.
Seit 1913 war er auch im Bankfach tätig. Im Ersten Weltkrieg war Weigelt Leiter des Kriegsausschusses für Öle und Fett. Seit 1918 saß er im Vorstand der Deutschen Petroleum AG. Im Jahr 1922 wurde er stellvertretender Direktor der Deutschen Bank. Im Vorstand des Kreditinstituts saß Weigelt von 1927 bis zum Ende des Zweiten Weltkrieges. Weigelt war vor allem für internationale Kontakte wichtig.
Bereits vor dem Ersten Weltkrieg beschäftigte er sich intensiv mit der Entwicklung der Luftfahrt. 1919/1920 war Weigelt an der Gründung der Deutschen Luft Lloyd, der deutsch-russischen Luftverkehrsgesellschaft 1921, sowie 1923 der Deutschen Aero-Lloyd AG sowie an der Gründung der Scadta-Sociedad Columbia Alemana de Transportes beteiligt. In den folgenden Jahren entwickelte er sich zu einem international angesehenen Luftverkehrsexperten. Daher wurde Weigelt 1925 in den Luftverkehrsausschuss der Internationalen Handelskammer berufen. Seit Oktober 1925 war er maßgeblich am Zusammenschluss der beiden Luftfahrtunternehmen ILAG und DAL zur Deutschen Luft Hansa AG beteiligt. Er war in diesem Unternehmen stellvertretender Aufsichtsratsvorsitzender. Zwischen 1931 und 1939 war Weigelt Vorsitzender des Luftverkehrsausschusses der Internationalen Handelskammer.
Außerdem blieb Weigelt bis zum Zweiten Weltkrieg Besitzer einer Bananenplantage in Kamerun und war seit ihrer Gründung im Juli 1936 Leiter der Reichsgruppe Deutscher Kolonialwirtschaftlicher Unternehmungen. Während der Zeit des Nationalsozialismus war er ein führender Kopf für die wirtschaftlichen Planungen einer neuen Kolonialpolitik. Seit 1934 war er förderndes Mitglied der SS und seit 1937 Mitglied der NSDAP. Weigelt träumte von einem nationalsozialistischen Weltreich:
Zum Schluss sei betont, dass die große Bereinigung in Europa Deutschland zu einer kolonialen Lösung berechtigt, aber auch zwingt, die mit den Erwerbungen aus dem Jahr 1884, wo wir nehmen mussten, was die anderen übrig gelassen hatten, in keiner Weise verglichen werden kann. Deshalb ist auch in den wirtschaftlichen Betrachtungen über eine bestmögliche Gestaltung des tropischen Ergänzungsraumes nicht Halt gemacht worden an den alten Grenzen.
Nach dem Ende des Zweiten Weltkrieges stand sein Name zunächst auf einer Liste mit 42 Personen der Industrie, die als Kriegsverbrecher gesucht wurden. Er wurde festgenommen und zu einer zweijährigen Gefängnisstrafe und einer Geldstrafe verurteilt. Danach war er zunächst mit der Liquidation der alten Lufthansa beschäftigt. Später trat er wieder in das Bankfach ein und war seit 1952 Mitglied des Beirates der Deutschen Bank.
Im selben Jahr übernahm Weigelt den Vorsitz im Vorbereitungsausschuss für einen neuen bundesdeutschen Luftverkehr. Bei der Gründung der AG für Luftverkehrsbedarf (Luftag) im Jahr 1953 wurde er deren Aufsichtsratsvorsitzender. Außerdem war er Vorsitzender des Finanzausschusses. Beide Posten behielt er bis 1960 auch nach der Umbenennung zur Deutschen Lufthansa AG bei. Nach seiner Zeit als Aufsichtsratsvorsitzender wurde ihm der Titel „Ehrenpräsident“ verliehen. Außerdem war er Aufsichtsratsmitglied zahlreicher anderer Unternehmen.
1954 erhielt er das Große Bundesverdienstkreuz, 1959 den Stern dazu.